# Cervantes (Lugo)
Cervantes és un municipi de la província de Lugo a Galícia. Pertany a la Comarca dos Ancares.

## Geografia
Situat en l'entorn natural muntanyenc dels Ancares lucenses, en els seus voltants es localitzen els següents cims: El Mustallar (1.924 m), Miravalles (1.969 m), Tres Bispos (1.793 m), Pena Rubia (1.826 m), Pena Larga, Lagos, Charcos (1.800 m), Formigueiros (1.643 m), Piapaxaro (1.616 m), El Tesón (1.374 m), Pena (1.118 m), Lago (1.085 m), Pena Ouviaña (893 m), Pico Murado (1.111 m). Aquestes elevacions es localitzen en les serres pròximes de A Trapa, Lóuzara, O Oribio, O Rañadoiro i O Piornal. Els municipis de les muntanyes orientals de Lugo configuren la comarca gallega del Navia, sent navianos completament els municipis de Negueira de Muñiz, Navia, Cervantes i As Nogais.

## Història
Segons alguns historiadors, en aquesta terra cal situar el probable origen del llinatge de Miguel de Cervantes, ja que el cognom Saavedra apareix en els registres bautismales de la parròquia de Vilarello da Igrexa amb anterioritat al naixement del principal autor de la literatura castellana. A més al començament del capítol XXXIX de la primera part d'El Quixot, Cervantes posa en boca del captiu acompanyant de Zoraida -que molts identifiquen amb el mateix autor- les següents paraules:En un lloc de les Muntanyes de León va tenir principi el meu llinatge, amb qui va anar més agraïda i liberal la naturalesa que la fortuna, encara que en l'estretor d'aquells pobles encara arribava al meu pare fama de ric….
Encara hi viu gent en el que els vilatjans anomenen "O Palacio dos Saabedra" en aquest petit llogaret "Vilarello da Igrexa" del concejo de Cervantes (Lugo), que avui més aviat sembla una casa vella de poble que un palau, però encara se'ls coneix als seus habitants per "os do palacio de Vilarello". Segons ells Miguel de Cervantes era fill bastard d'un home de sang noble i una serventa d'aquest palau. Va marxar a Alcalá de Henares amb la seva mare, on va ser inscrit en el registre quan era ja un nen crescut, per aquell temps era bastant comú registrar els naixements quan el nen ja tenia diversos anys de vida afegit és clar el factor de la bastardia. Però l'esclariment de la seva procedència encara guarda cert aire misteriós, que sens dubte ve encoratjat per la falta de documents i proves que situen el seu naixement, sembla difícil (si en veritat era bastard) trobar algun fil del qual poder llençar per a esclarir el seu bressol.